# Torkel Selin
Johan Anders Torkel Selin, född 15 maj 1950 i Bastuträsk i Norsjö församling i Västerbotten, är en svensk kristen musiker och sångare. Han sjunger till gitarr och framträder i kristna sammanhang, tidigare tillsammans med organisten och dragspelaren Sone Banger.
Hans CD-produktion omfattar ett 20-tal titlar, cirka hälften av dem med ackompanjemang av Sone Banger. Sedan 2005 har han arbetat tillsammans med dragspelaren Karl Erik Svensson som bland annat ackompanjerat Gösta "Snoddas" Nordgren och Arne Qvick. Från 2020 i ett samarbete med organisten Tomas Bergius. Bosatt i Härnösand sedan 1977.
Selin är sedan lång tid engagerad i Lutherhjälpens verksamhet och gör insamlingar i samband med sina konserter.

## Utmärkelser
Stiftelsen Ejnar Westlings minnesfond (1995)
Norsjö kommuns kulturpris (2007)

## Diskografi
- 1984 Mamma är det långt till himlen, Mariana Music
- 1986 Härliga morgon, Mariana Music
- 1987 Vägen hem, Mariana Music
- 1988 Minnen, Mariana Music
- 1989 Kom hem igen.... så sjöng Lapp-Lisa, Mariana Music
- 1991 Vitare än snö (med Sone Banger) LevCD 01
- 1990 Tack min Gud, Cantio
- 1992 Hallelujasånger (med Sone Banger), LevCD 04
- 1993 Det sjunger ibland tallarna (med Sone Banger), LevCD 05
- 1994 Kom nära mig (med Sone Banger), LevCD 06
- 1996 Kom ta min hand (med Sone Banger), LevCD 07
- 1996 Minnesskrift över Ejnar Westling, (med Sone Banger), LevCD 08
- 2000 Gud tänder lyktor i natten (med David Thölix), LevCD 09
- 2003 O, gyllne stad (med Sone Banger), LevCD 11
- 2005 Det finns ett hjärta (med Karl-Erik Svensson), LevCD 12
- 2006 Önskesånger - samling (med Sone Banger), Linx
- 2006 Våra vackraste julsånger, LevCD 13
- 2008 Min kung och jag, Linx
- 2013 Du är ljus och jag är din (med Karl-Erik Svenson), LevCD 14
- 2003 O, store Gud, Torkel på väg, LevDVD 01
- 2006 Torkel Selin, med vänner (med Karl-Erik Svensson), LevDVD 02
- 2008 Min och jag (med Karl-Erik Svensson), LevDVD 03